# Musaranya de Grauer
La musaranya de Grauer (Paracrocidura graueri) és una espècie de musaranya. És endèmica de la República Democràtica del Congo.